# Adrien Saussez
Adrien Saussez (Bergen, 25 augustus 1991) is een Belgisch voetballer die doelman is.

## Spelerscarrière
Saussez stroomde in 2010 door vanuit de jeugd naar de eerste ploeg van RAEC Mons, dat toen actief was in de tweede klasse. In 2011 wist het via de eindronde te promoveren naar de eerste klasse. Na drie seizoenen op het hoogste niveau degradeerde hij met de club in 2014 wederom naar de tweede divisie. Het seizoen 2014/15 werd meteen ook het laatste seizoen voor Saussez bij Mons, de club liet zich op het einde van het seizoen failliet verklaren. Het duurde een half seizoen voor hij met AFC Tubize in januari 2016 een nieuwe club had gevonden. Tijdens de zomer van 2016 tekende hij een contract bij zijn huidige club Royale Union Saint-Gilloise waar hij tot medio 2020 bleef. In het seizoen 2020/21 had hij geeb ploeg. Sinds november 2021 is hij actief bij Royal Francs Borains.

## Statistieken
| Seizoen | Club                        | Land            | Competitie      | Duels | Doelp. |
| ------- | --------------------------- | --------------- | --------------- | ----- | ------ |
| 2009/10 | RAEC Mons                   | Vlag van België | Tweede klasse   | 1     | 0      |
| 2010/11 | RAEC Mons                   | Vlag van België | Tweede klasse   | 1     | 0      |
| 2011/12 | RAEC Mons                   | Vlag van België | Eerste klasse   | 1     | 0      |
| 2012/13 | RAEC Mons                   | Vlag van België | Eerste klasse   | 2     | 0      |
| 2013/14 | RAEC Mons                   | Vlag van België | Eerste klasse   | 18    | 0      |
| 2014/15 | RAEC Mons                   | Vlag van België | Tweede klasse   | 31    | 0      |
| 2015/16 | AFC Tubize                  | Vlag van België | Tweede klasse   | 2     | 0      |
| 2016/17 | Royale Union Saint-Gilloise | Vlag van België | Eerste klasse B | 16    | 0      |
| Totaal  | Totaal                      | Totaal          | Totaal          | 72    | 0      |